# Cabinet (Royaume-Uni)
Pour les articles homonymes, voir Cabinet.
Ne pas confondre avec le Bureau du Cabinet, département exécutif du gouvernement britannique.
Le Cabinet est un organe de décision collective du gouvernement de Sa Majesté du Royaume-Uni, composé du Premier ministre (Prime Minister en anglais) et d'autres ministres (appelés « ministres du Cabinet » ou Cabinet Ministers), parmi les plus importants du gouvernement.
Les ministres de la Couronne, et particulièrement les ministres du Cabinet, sont sélectionnés parmi les membres élus de la Chambre des communes (House of Commons) ou de la Chambre des lords (House of Lords), par le Premier ministre. Ils sont les chefs des départements exécutifs du gouvernement britannique, principalement avec le titre de secrétaire d'État (Secretary of State). La fonction collective de coordination du Cabinet est ainsi renforcée par la position statutaire de chacun de ses membres en tant que secrétaires d'État.
Le Cabinet est l'organe de décision ultime de l'exécutif au sein du système de Westminster. Cette interprétation était à l'origine issue du travail de constitutionnalistes du XIXe siècle, comme Walter Bagehot, qui décrivait le Cabinet comme le « secret efficient » du système politique britannique dans son ouvrage The English Constitution (en). L'autorité politique et de décision du Cabinet est graduellement réduite au cours des dernières décennies.
Le Cabinet est le comité exécutif du Conseil privé de Sa Majesté, organe historique possédant les fonctions législatives, judiciaires et exécutives, et dont une grande partie des membres fait partie de l'opposition[réf. nécessaire]. Ses décisions sont généralement mises en exécution par les pouvoirs existants des départements exécutifs du gouvernement, ou par des ordres en conseil (Orders-in-Council). Le Cabinet britannique est aidé dans son fonctionnement par le Bureau du Cabinet.

## Historique
Jusqu'au XVIe siècle, les officiers d'État avaient des pouvoirs et des responsabilités séparés, garantis par leurs fonctions distinctes par édit signé de la main du souverain (Royal sign-manual (en)) et le conseil privé de la Couronne, constituant les deux seules autorités de coordination. En Angleterre, la phrase « conseil du Cabinet » (Cabinet Counsel) était utilisée, signifiant le cadre privé de ces conseils, cabinet étant ici utilisé pour désigner une petite pièce.
Charles I a créé officiellement un conseil du Cabinet à son accession au trône en 1625, parce qu'il trouvait que son conseil privé n'était pas assez privé, et la première utilisation du terme « Cabinet » en tant qu'organe de décision date de 1644. Ce procédé a récemment été reproduit, certains premiers ministres, notamment Tony Blair, ayant eu le besoin de créer un Kitchen Cabinet (littéralement « cabinet de cuisine »), rassemblant leurs plus proches collaborateurs.
Depuis le règne du roi George I, le Cabinet est devenu le principal groupe exécutif du gouvernement britannique. Le terme ministre vient du fait que les officiers royaux pourvoyaient aux besoins du souverain (du titre « Minister » en anglais). Le nom et l'institution ont été adoptés par la plupart des pays dont la langue officielle est l'anglais, et le Conseil des Ministres ou des organes similaires sont souvent qualifiés officieusement de Cabinets.
Le système moderne du Cabinet a été mis en place par David Lloyd George durant son premier mandat, avec la création du Cabinet Office et du secrétariat, la structuration des comités, etc.
Durant les deux guerres mondiales, les premiers ministres formèrent des Cabinets de Guerre (War Cabinets) restreints qui regroupaient six personnes.
La gestion de la Seconde Guerre mondiale a nécessité un gouvernement très organisé et centralisé autour du Cabinet. Cette centralisation a naturellement élargi les pouvoirs du Premier Ministre, qui passa du primus inter pares (premier entre les égaux) à des figures dominantes à la tête de départements importants comme Lloyd George, Baldwin et Churchill.

## Fonctionnement

### Composition
Membres du Cabinet, appelés « ministres du Cabinet » (Cabinet Ministers) sont, comme tous les ministres, nommés et peuvent être révoqués par le monarque à son bon plaisir (ils peuvent être renvoyés sans préavis ou raison particulière, bien que l'usage veut qu'on leur demande de démissionner), sur le conseil du premier ministre. La distribution des départements ministériels et le transfert des responsabilités entre les ministres sont également laissés à la discrétion du premier ministre.
Le premier ministre (Prime Minister ou « PM ») et le vice-premier ministre (Deputy Prime Minister ou « DPM ») en sont membres de droit, le PM était traditionnellement qualifié de primus inter pares (« premier entre les égaux »), mais aujourd'hui, clairement et officiellement à la tête du gouvernement, il a le pouvoir de nommer et de révoquer les ministres du Cabinet et de contrôler le calendrier du Cabinet.
Tout changement dans la composition du Cabinet concernant plus d'un membre est appelé remaniement (reshuffle). Traditionnellement, il compte entre 17 et 24 membres, leur nombre total étant limité par le « Ministerial and Other Salaries Act 1975 (en) », qui définit combien de ministres peuvent être payés en tant que ministre du Cabinet. En 2010, celui de David Cameron en possède 23. Malgré l'accroissement constant des tâches gouvernementales, ce nombre n'a guère évolué en un siècle et est au nombre de 22 sous la première ministre May.
Le secrétaire au Cabinet (Cabinet Secretary) n'est ni un secrétaire d'État ou ministre, ni membre du Cabinet, mais il est à la tête du S.M. Civil Service (fonction publique).
Dans les termes officiels de la constitution britannique, le Cabinet est qualifié de comité du Conseil privé de Sa Majesté. Tous ses membres sont nommés conseillers privés (Privy Counsellors) s'ils ne le sont pas déjà, mais seulement les conseillers sélectionnés assistent aux réunions du Cabinet. Les députés (Member of Parliament (MP)) peuvent utiliser le préfixe honorifique de « très honorable » (The Right Honourable, abrégé « The Rt Hon. ») et les conseillers privés de la chambre des Lords utilisent les lettres post-nominales « PC » (ou, « CP » au Canada) après leur nom pour se différencier des pairs « très honorables ».
Bien que la loi n'exige pas que les membres du Cabinet soient membres du Parlement, depuis peu, le Cabinet est composé presque entièrement de membres de la chambre des Communes. Le Leader de la Chambre des lords et le lord chancelier, tous deux membres des Lords jusqu'à récemment, étaient les seuls pairs à siéger au Cabinet. Occasionnellement, les membres du Cabinet sont sélectionnés alors qu'ils ne font pas partie de l'une ou l'autre des chambres du Parlement, et peuvent le cas échéant être anoblis. S'ils ne sont pas députés au moment de leur nomination à un poste ministériel, la tradition veut qu'un non-parlementaire nommé ministre se présente rapidement à une élection partielle, et qu'il soit élu, pour demeurer ministre.
Il y a quelque 100 membres subalternes du gouvernement non-membres du Cabinet, y compris les ministres d'État, les sous-secrétaires d'État parlementaires ou les secrétaires privés parlementaires. Certains d'entre eux peuvent être nommés Conseillers privés sans pour autant devenir des membres du Cabinet. De plus, quelques ministres subalternes peuvent à certaines occasions être invités à assister aux réunions du Cabinet, en fonction du sujet de discussion. L'avocat général pour l'Angleterre et le pays de Galles et le président du parti politique de la gouvernance sont habituellement inclus aux réunions, ainsi que d'autres membres du gouvernement invités par le premier ministre, soit de manière régulière, soit ad hoc (dans un but précis).
Ces dernières années, de plus en plus de personnes non-membres du gouvernement de Sa Majesté ont eu la permission du premier ministre d'assister aux réunions du Cabinet de manière régulière, en particulier Alastair Campbell, directeur de la communication et de la stratégie, et Jonathan Powell, chef d'État-major les deux sous Tony Blair; ce fut un nouveau phénomène de « New Labour ».

### Réunions du Cabinet
Le « Cabinet » se réunit selon un calendrier régulier, habituellement chaque semaine, pour discuter des problèmes les plus importants de la politique gouvernementale, et pour prendre des décisions. La durée des réunions varie en fonction du style du premier ministre en poste, ainsi que du climat politique du jour, leur durée actuelle serait d'environ 30 minutes, ce qui implique que l'annonce ou la ratification des décisions sont prises en comités restreints, par des groupes informels ou après des discussions bilatérales entre le premier ministre et des membres individuels du Cabinet, la discussion au sein du Cabinet en serait donc restreinte. Le premier ministre a une audience hebdomadaire avec le souverain immédiatement après la réunion du Cabinet.
Le Cabinet compte un certain nombre de « sous-comités » (sub-committees), qui gèrent chacun un aspect de la politique en cours, en particulier certains qui court-circuitent les responsabilités ministérielles, et qui nécessitent ainsi une coordination. Il peut s'agir de comités permanents ou créés pour une courte durée ou une occasion particulière. Des ministres subalternes (Junior Ministers, équivalents des postes de ministre d'État ou de sous-secrétaire d'État parlementaire) sont souvent membres de ces comités, en plus des Secrétaires d'État (Senior Ministers). L'ensemble des sous comités sont administrés par un secrétariat dédié du « Cabinet Office ».

### Responsabilité parlementaire
Il existe deux conventions constitutionnelles principales concernant la responsabilité des ministres du Cabinet devant le Parlement britannique : une responsabilité collective du Cabinet (Cabinet collective responsibility) et une responsabilité individuelle ministérielle (individual ministerial responsibility).
Ceci est un procédé dérivé du fait que les membres du Cabinet sont pour la plupart députés, et par là-même responsable devant la Chambre dans laquelle ils sont membres. Le souverain ne va nommer un premier ministre que s'il a la capacité d'obtenir le soutien de la chambre des Communes, qui seule peut garantir la confiance vis-à-vis du gouvernement. En pratique, les ministres du Cabinet ont un ministre subalterne qui les représente, eux et leur département, dans l'autre Chambre.
La responsabilité collective du Cabinet signifie que les membres du Cabinet prennent la majorité des décisions de manière collective, et sont ainsi collectivement responsables des conséquences de ces décisions. De plus, cela implique qu'aucun ministre ne peut critiquer les décisions gouvernement, et lorsqu'une motion de censure (vote of no confidence) est voté au Parlement, chaque ministre et officiel du gouvernement est appelé à démissionner de l'exécutif. Ainsi, logiquement, les Ministres du Cabinet qui désapprouvent les décisions importantes prises par le Cabinet doivent démissionner, comme Robin Cook, qui s'était opposé à l'engagement britannique en Irak en 2003.
La responsabilité individuelle ministérielle est la convention par laquelle en sa capacité de chef de département, un ministre est personnellement responsable des actions et des échecs de son département. Dans le cas d'échecs importants, un ministre est invité à démissionner (il peut y être forcé par le premier ministre), alors que les fonctionnaires (Civil Servants) sont anonymes et ne changent pas lors des remaniements. Un exemple récent est celui de l'ancienne députée et ministre travailliste, Estelle Morris, qui démissionna du poste de secrétaire d'État à l'Éducation et au Savoir-faire (Secretary of State for Education and Skills) en 2002 à la suite des problèmes et de l'inexactitude de la notation des examens « A-level ». Les circonstances qui impliquent la démission d'un ministre sont évidemment difficiles à définir exactement, et dépendent de nombreux facteurs. Si la réputation d'un ministre menace d'être entachée par un scandale personnel (par exemple, une liaison extra-conjugale ou un détournement de fonds), il est souvent amené à annoncer sa démission, à la suite d'une période de pression de l'opposition relayée par un intense battage médiatique. En général, malgré plusieurs scandales, les cas de corruption au Royaume-Uni sont relativement rares en comparaison des autres démocraties, en partie en raison du fait de la force du système des Whips, des partis politiques et du Civil Service face aux politiciens.
Le Parlement ne peut révoquer un ministre (bien que les membres d'une Chambre puissent demander sa démission), mais la chambre des Communes est capable de déterminer le sort du gouvernement en votant une motion de censure, qui va conduire le souverain à restaurer la confiance, soit par la dissolution du Parlement et l'élection d'un nouveau, soit en acceptant la démission du gouvernement en entier.
Dans le système parlementaire britannique, le pouvoir exécutif n'est pas séparé du pouvoir législatif, puisque les membres du Cabinet sont également membres du Parlement. De plus, l'exécutif tend à avoir l'avantage sur le législatif pour plusieurs raisons :
- le système électoral du scrutin uninominal majoritaire à un tour (first past the Post) : tend à laisser une large majorité au parti de la gouvernance ;
- le pouvoir des Whips : leur rôle est de s'assurer que les membres du parti votent conformément à la ligne du parti ;
- le payroll vote : les membres du Parlement de la majorité gouvernante peuvent être promus à des fonctions exécutives, et ainsi faire partie du compte personnel gouvernemental ;
- la responsabilité ministérielle collective : nécessite que les membres du gouvernement votent dans la direction que le gouvernement a décidé, ou qu'ils démissionnent.

Les effets combinés de la capacité du premier ministre à contourner les discussions au Cabinet et celle de l'exécutif à dominer les procédés parlementaires placent le premier ministre en position de pouvoir certain, position qualifiée de dictature électorale ou domination exécutive par Quintin Hogg en 1976. L'impuissance relative du Parlement de demander des comptes au gouvernement en place est souvent cité par les médias britanniques comme une justification de la vigueur avec laquelle ses membres interrogent et remettent en question le gouvernement.
Les relations officielles entre le Cabinet et le Parlement, si tant est que le premier ministre le souhaite, sont régies par le « Ministerial Code ».

## LeCabinet fantôme(Shadow Cabinet)
En raison de la particularité du régime britannique, qui est bipartite, l'Opposition officielle s'est vu reconnaître des droits, en particulier celui de former un Cabinet fantôme (Official Opposition Shadow Cabinet).
Sa composition et son fonctionnement sont parallèles à ceux du Cabinet. Ils débattent en général des mêmes sujets d'actualité que le Cabinet et déclarent ce qu'ils auraient fait à sa place.